# Кардистри
Кардистри (англ. Cardistry) — форма исполнительного искусства с игральными картами. На противовес фокусам с картами, акцент кардистри смещен в техническую сторону демонстрации ловкости рук, где основную роль играют оригинальность, сложность, скорость или плавность исполнения "флоришей" (англ. flourish) - манипуляций с картами. Практика и исполнение флоришей улучшает мелкую моторику рук и влияет на ловкость человека, в частности, при оперировании колодой карт. Собственно термин "кардистри" происходит от словосложения на английском cards + artistry, то есть карты + мастерство = мастерство с картами. Людей, которые практикуют кардистри, называют кардистами.

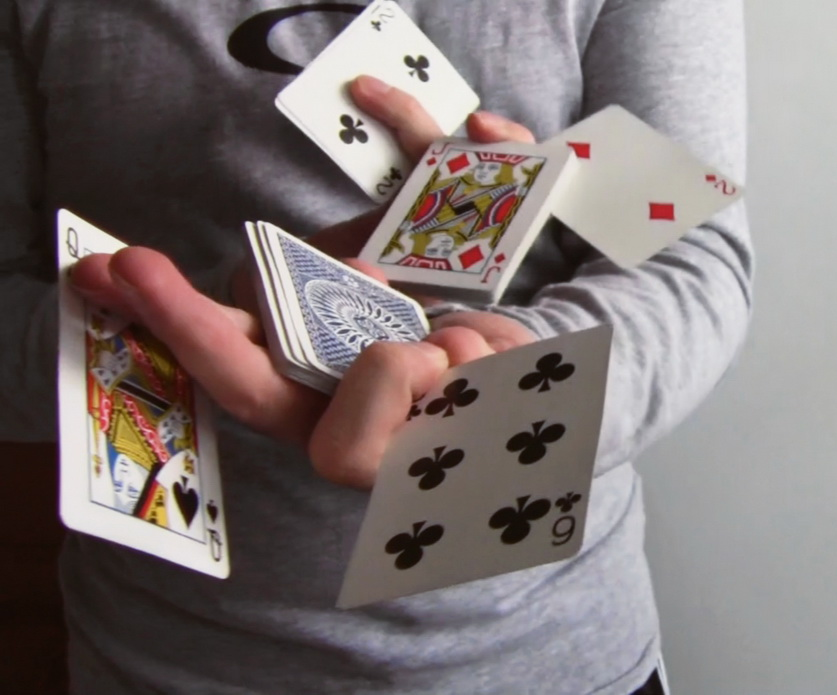
Продвинутый двуручный флориш

## История
Фокусы с картами обрели популярность в 19 веке. В те времена, простые движения с картами или флориши, такие как подснятие Шарлье, тасовка Рифл и веер большим пальцем, исполнялись фокусниками, как показатель своих умений.
С картами выполняются подснятия, подбрасывания, кидки, веера, геометрические фигуры и последовательности движений. Кроме этого, исполняются разноплановые ленты на руках, тасовки и пружинки. Все это с целью создать движение и визуальные фигуры, которые захватывают внимание. Результаты ограничиваются только типом карт, воображением и физическими способностями исполнителя. Подача, чаще всего, не преследует цели удивить зрителя в похожем на иллюзию или фокусы стиле, а, скорее, похожа по смысловому наполнению на жонглирование, пантомиму и подобные виды развлекательных перфомансов.
Американский иллюзионист и консультант Дэвида Копперфильда Крис Кеннер в 1992 году издал книгу “Totally Out of Control“, в которой объясняются фокусы с повседневными предметами. На 125 странице была опубликована двуручная манипуляция с картами под названием "The Five Faces of Sybil” (также "Sybil Cut" или просто "Sybil"). Задействовав все пальцы обеих рук, конечная фаза демонстрирует пять отдельных групп карт. В книге Кеннер пояснил, что "Сибил" - “это быстрое комбинационное раскладывание карт, которое демонстрирует умелость и ловкость рук”. Эта комбинация стала самым популярным открытием всей книги, и, в результате, дала толчок движению кардистри. Кевин Панг из журнала Vanity Fair отметил, что каждый кардист настолько же уверенно исполняет Сибил, насколько гитаристы пробегаются по блюзовой гармонии..
Брайан Тюдор, фокусник из Лос-Анджелеса, выпустил обучающую видео-кассету в 1997 году под названием Show Off, в которой были только карточные комбинации, включая несколько вариаций на Сибил. Кассета получила позитивную оценку критиков и, в результате, привлекла внимание публики к карточным флоришам, как к новой форме исполнительного искусства. В 2001 году ценители Сибил, братья-близнецы Дэн и Дэйв Баки издали Pasteboard Animations, еще одну видео-кассету с объяснением собственных оригинальных и сложных подснятий и флоришей. Было продано сотни экземпляров, а кассета получила положительные отзывы в журнале Genii в том же году. В 2004-м близнецы издали DVD-сет The Dan and Dave System, который окончательно отделил карточные флориши от фокусов в отдельное течение. Спустя три года, в 2007-м, Дэн и Дэйв издали The Trilogy, набор из трех (а следом и четырех) DVD-дисков. Продаваясь по цене $85 за набор, The Trilogy - является самым успешным видео-релизом про кардистри всех времен, разойдясь тиражом более 25,000 копий. Ныне многие кардисты называют обучающие материалы The System или The Trilogy источником своего вдохновения.

## Типы манипуляций в кардистри
Одноручные подснятия: данные движения выполняются одной рукой. Подснятие Шарлье (англ. Charlier Cut) - самый известный одноручный флориш; другие известные манипуляции включают L-Cuts Джерри Честковски, Revolution Cut, флориш Trigger Николая Педерсона и вариации на него.
Двуручные подснятия: данные манипуляции исполняются двумя руками, которые держат группы карт; часто, в рамках двуручного движения используются одноручные подснятия. Большинство флоришей в кардистри является именно двуручными, начиная с простых движений как "Сибил", заканчивая сложными подснятиями, на изучение которых могут уйти месяца. Дэн и Дэйв сделали данный вид манипуляций популярным благодаря таким флоришам как "Пандора". Другие кардисты, например Дэррен Яо, Оливер Согард, Тобайас Левин, Брайан Тюдор и Ноэл Хит, значительно повлияли и изменили двуручные флориши.
Веера и ленты: данные движения состоят в раскладывании карт в разные формы, чаще всего, в форме круга. Веер указательным или большим пальцем является основой для данной категории; другие флориши из данной категории включают веер Riffle Димитрия Арлери, ленту LePaul и веер давлением (англ. Pressure Fan).
Манипуляции в воздухе: данные движения включают подбросы отдельных карт или групп карт, которые, чаще всего, ловит другая рука. Одни из самых известных флоришей из данной категории - пружинка и "Анаконда" Бона Хо. Большое количество подбросов карт в воздухе используется как составляющие или комбо других последовательностей флоришей.
Изоляции/Верчения: данные манипуляции исполняются с одной картой. К данной категории принадлежат изоляции на ладони, среди популярных исполнителей этих флоришей выделяют Зака Мюллера, Ноэля Хита и Джаспаса.

## Игральные карты для кардистри
Как правило, для кардистри используют стандартные игральные карты покерного размера (колода из 52 карт + опционально джокеры) заводов United States Playing Card Company (USPCC) или Cartamundi. В частности, пионеры кардистри Дэн и Дэйв Бак выпустили собственную колоду игральных карт Smoke & Mirrors на американской фабрике USPCC в 2008 году. На протяжении 12 лет и благодаря успеху собственного бренда, Дэну и Дэйву удалось продать более 160 тысяч колод разных версий. Это послужило толчком для новых энтузиастов к созданию собственных колод карт, направленных на узкую аудиторию кардистов. Как правило кардисты выбирают колоду, которая бы улучшала визуальные качества флоришей в движении благодаря своему дизайну, или же покупают дизайнерские карты, поддерживая независимые кардистри-бренды по всему миру.
Среди современных кадистри-брендов, которые производят собственные колоды карт на United States Playing Card Company: Anyone, Fontaine Cards, Dealers Grip, Virtuoso, December Boys, The New Deck Order и др.

## Кардистри-Кон (Cardistry-Con)
Cardistry-Con (с англ. — «Кардистри-Кон или кардистри конференция») - это интерактивная конференция, сосредоточенная вокруг искусства кардистри, где энтузиасты по всему миру делятся опытом и демонстрируют ловкость рук и визуальный потенциал манипуляций с обычной колодой карт. Событие популяризирует кардистри в поощряющей среде, рассчитано на ценителей данного исполнительного искусства независимо от их технического уровня.
Один из основных моментов ежегодного события - церемония наград, которая включает награды за дизайн колоды, а также за технические достижения.
Первый Кардистри-Кон прошел в тестовом режиме в 2014 году, как часть конференции Magic-Con, организованной Дэном и Дэйвом. В 2015 году конференция для фокусников прекратила свое существование, и вместо неё был проведен первый официальный Кардистри-Кон. С того времени конференция проходила в Бруклине (2015), Берлине (2016), Лос-Анджелесе (2017), Гонконге (2018) и Портленде (2019). Следующий Кардистри-Кон был запланирован на середину 2020 года в Брюсселе, но его отложили из-за пандемии коронавируса.